# Мурованець (Мазовецьке воєводство)
Мурованець (пол. Murowaniec) — село в Польщі, у гміні Баранув Ґродзиського повіту Мазовецького воєводства.
Населення — 82 особи (2011).
У 1975-1998 роках село належало до Скерневицького воєводства.

## Демографія
Демографічна структура станом на 31 березня 2011 року:
|          | Загалом | Допрацездатний вік | Працездатний вік | Постпрацездатний вік |
| -------- | ------- | ------------------ | ---------------- | -------------------- |
| Чоловіки | 43      | 10                 | 28               | 5                    |
| Жінки    | 39      | 5                  | 25               | 9                    |
| Разом    | 82      | 15                 | 53               | 14                   |